# Henri Dionet
Pour les articles homonymes, voir Dionet.
Henri Dionet (né à Hénin-Liétard le 13 août 1911 et mort à Saint-Mandé le 27 octobre 2006) est un clarinettiste classique français. 

## Biographie
Henri Dionet est né en 1911. Après ses études au CNR de Lille avec Ferdinand Capelle, il obtient son premier prix du Conservatoire de Paris dans la classe d’Auguste Périer en 1930. 
Il est deuxième soliste à l’orchestre de l'Opéra de Paris de 1945 à 1973. 
Il devient professeur au Conservatoire de Versailles de 1951 à 1982.
La Sonate pour clarinette de Germaine Tailleferre est dédicacée en 1957 à Henri Dionet.
Jean-Pierre Pommier lui dédicace la pièce Curieux personnages ( Paris : G. Billaudot, 2007).
Il a enregistré, notamment des musiques de film.
Il a préfacé l'ouvrage pédagogique de Joseph Marchi:
- Méthode moderne de clarinette : 1er-[2e] volume de Joseph Marchi; Guy Carrière; Préface de Maurice Cayol et Henri Dionet, (Valencia : Piles,  1974).

## Enregistrements
- Jules Massenet: Scènes alsaciennes ; Scènes pittoresques ; Phèdre : ouverture avec Henri Dionet; Gaston Marchesini; André Cluytens; Opéra national de Paris. Orchestre, (Issy-les-Moulineaux : EMI music France ; St Ouen l'Aumone : EMI music France, 1955 /1986)

## Biographie
- (en) Philippe Cuper, « - In Memoriam - Henri Dionet (1911–2006) », The Clarinet, International Clarinet Association, vol. 34, no 3,‎ quand ?, p. 26–27.
- (en) « Interview with Henri Dionet », The Clarinet, ICA, vol. 34, no 3,‎ juin 2007.